# Carlo Maggini
Carlo Maggini (* 15. Januar 1877 in Giornico; † 19. August 1941 in Bellinzona; heimatberechtigt in Pontirone, einer Fraktion der Gemeinde Biasca) war ein Schweizer Rechtsanwalt, Journalist, Zeitungsverleger und Politiker (Stadtpräsident von Bellinzona, Tessiner Grossrat und Staatsrat sowie Nationalrat).

## Leben
Carlo Maggini war Sohn des Landarztes und Schulinspektors Gabriele Maggini. Nach den Schulen in Faido und dem Lyzeum in Lugano promovierte er 1901 in Rechtswissenschaften an der Universität Lausanne. Viele Jahre lang war er eine führende Persönlichkeit des radikalen (liberalen) Tessiner Journalismus. Nach einer Tätigkeit bei der Unione von 1904 bis 1906 war er Herausgeber der Gazzetta Ticinese von 1906 bis 1912 und dann des Il Dovere von 1921 bis 1940; zuvor hatte er für beide Zeitungen gearbeitet (Redaktor des Il Dovere war er ab 1902). Verheiratet war er mit Carolina Salvioni.
Ebenso intensiv war Magginis politische Karriere: Er war Stadtpräsident von Bellinzona von 1928 bis 1940, Abgeordneter im Tessiner Grossen Rat (Kantonsparlament) von 1901 bis 1912 und von 1921 bis 1941 (Präsident 1905, 1909, 1911), Präsident der Costituente Cantonale (1921), Mitglied des Tessiner Staatsrats (Exekutive) von 1912 bis 1921 (Departement für Bildung und Finanzen) sowie Mitglied des Schweizer Nationalrats von 1922 bis 1925 und von 1931 bis 1935. Nach seinen jugendlichen Sympathien für den humanitären Sozialismus setzte er sich stets für die Einheit der liberalen Kräfte ein. Er war ein überzeugter Antiklerikaler.